# Občanská nauka
Občanská nauka je školní předmět, který má kladně ovlivnit studenty do života. Student by se měl především naučit uvážlivě, slušně a hlavně s rozmyslem jednat se svým okolím a jak by se měl on sám chovat ve svém demokratickém státu. Občanská nauka má studenty naučit kriticky myslet a nenechat se zmanipulovat. Výuka tohoto předmětu má být jakousi nadstavbou na znalosti, které se již naučili v základní škole. Většina středních škol se tomuto předmětu ještě věnuje a doplňuje chybějící informace žáků. Výuka úzce spolupracuje s historií státu, ve kterém student žije a zároveň mu tak například vysvětluje jisté politické zvraty a co jim předcházelo. Základní školy se tomuto předmětu věnují od 6. až do 9. třídy.

## Obsah učiva
Oblasti, kterým se občanská nauka věnuje:
- Člověk v lidském společenství
- Člověk jako občan v demokratickém státě
- Člověk a právo
- Člověk a hospodářství
- Česká republika, Evropa a mezinárodní společenství
- Filozofie a etika, otázky v životě člověka